# Кримський діалект караїмської мови
Кримський діалект караїмської мови (К'арай тили, традиційне караїмська назва - Лешон Татар (івр. לשון טטר ‎ «мова татар») - мова караїмів Криму. Належить до кипчацької групи тюркських мов (половецько-кипчацька підгрупа).

## Відомості
Мова караїмів Криму фактично є етнолектом кримськотатарської, збігаючись із середнім діалектом кримськотатарської мови, за винятком єврейських слів і виразів, пов'язаних з релігійним життям. До початку XX століття називалася татарською, як російськими, так і караїмськими авторами. Вона помітно відрізняється від діалектів караїмів Литви і Західної України, що називалися караїмами Лашон Кедар (івр. לשון קדר ‎ «мова кочівників»). Незважаючи на це, з виникненням караїмського національного руху, в силу «етнічної, культурної і релігійної єдності караїмів», дана мова стала розглядатися не як діалект кримськотатарської, а як один з трьох (поряд з тракайським і галицьким) діалектом караїмської мови.